# Michael Owens
Michael „Mike“ Owens (geb. vor 1982) ist ein Spezialeffektkünstler, der 2011 für Hereafter – Das Leben danach für den Oscar in der Kategorie Beste visuelle Effekte nominiert wurde.

## Leben
Er wuchs in der San Francisco Bay Area auf und wurde 1982 bei Industrial Light and Magic in Marin County angestellt. Dort arbeitete er zu Beginn als Effektkameramann an Filmen wie E.T. – Der Außerirdische und Star Trek II: Der Zorn des Khan. 1987 war er bei Die Hexen von Eastwick erstmals als VFX Supervisor tätig. In dieser Funktion folgten Filme wie 101 Dalmatiner, Das Mercury Puzzle und Rendezvous mit Joe Black.
2000 arbeitete er bei Space Cowboys erstmals mit Clint Eastwood zusammen. In den folgenden Jahren wurde die Zusammenarbeit bei Flags of Our Fathers, Letters from Iwo Jima und Gran Torino vertieft. 2011 wurde er für Hereafter – Das Leben danach, für den er eine Tsunami-Szene kreierte, für den Oscar in der Kategorie Beste visuelle Effekte nominiert.

## Filmografie (Spezialeffekte)
- 1982: E.T. – Der Außerirdische (E.T. the Extra-Terrestrial)
- 1982: Star Trek II: Der Zorn des Khan (Star Trek: The Wrath of Khan)
- 1983: Die Rückkehr der Jedi-Ritter (Star Wars: Episode VI – Return of the Jedi)
- 1984: Indiana Jones und der Tempel des Todes (Indiana Jones and the Temple of Doom)
- 1985: Das Geheimnis des verborgenen Tempels (Young Sherlock Holmes)
- 1985: Explorers – Ein phantastisches Abenteuer (Explorers)
- 1986: Howard – Ein tierischer Held (Howard the Duck)
- 1987: Die Hexen von Eastwick (The Witches of Eastwick)
- 1988: Caddyshack II
- 1989: Meine teuflischen Nachbarn (The Burbs)
- 1989: Skin Deep – Männer haben’s auch nicht leicht (Skin Deep)
- 1991: Hudson Hawk – Der Meisterdieb (Hudson Hawk)
- 1991: Switch – Die Frau im Manne (Switch)
- 1991: The Doors
- 1993: Feuer am Himmel (Fire in the Sky)
- 1996: 101 Dalmatiner (101 Dalmatians)
- 1998: Das Mercury Puzzle (Mercury Rising)
- 1998: Rendezvous mit Joe Black (Meet Joe Black)
- 1999: Bringing Out the Dead – Nächte der Erinnerung (Bringing Out the Dead)
- 2000: Space Cowboys
- 2002: Blood Work
- 2002: Gangs of New York
- 2003: Die Stunde des Jägers (The Hunted)
- 2004: Van Helsing
- 2006: Flags of Our Fathers
- 2006: Letters from Iwo Jima
- 2008: Der fremde Sohn
- 2008: Gran Torino
- 2008: Tropic Thunder
- 2009: Invictus – Unbezwungen (Invictus)
- 2010: Hereafter – Das Leben danach (Hereafter)
- 2011: J. Edgar
- 2012: Abraham Lincoln Vampirjäger (Abraham Lincoln: Vampire Hunter)
- 2012: Back in the Game (Trouble with the Curve)